# Список депутатов Верховного Совета Азербайджанской ССР 8-го созыва
Выборы в Верховный Совет Азербайджанской ССР восьмого созыва состоялись 13 июня 1971 года. Всего в Верховный Совет было избрано 385 депутатов.
| # А Б В Г Д Е Ё Ж З И К Л М Н О П Р С Т У Ф Х Ц Ч Ш Щ Э Ю Я |

## А
1. Абалиев, Рамазан Джуджуй оглы
2. Абасов, Курбан Абас Кули оглы
3. Аббасалиев, Сабит Касум оглы
4. Аббасов, Душари Худаверди оглы
5. Аббасов, Надир Худуш оглы
6. Аббасова, Лятифа Рамазан кызы
7. Абдинбеков, Сулейман Садых оглы
8. Абдуллаев, Ганифа Мамед Ага оглы
9. Абдуллаев, Зульфугар Сафар оглы
10. Абдуллаев, Кямал Мамедович
11. Абдуллаев, Мазаир Агаверди оглы
12. Абдуллаев, Микаил Гусейн оглы
13. Абдуллаев, Неймат Асадович
14. Абдуллаев, Энвер Алекперович
15. Абдуллаева, Гюлаят Осман кызы
16. Абдуллаева, Гюльсума Сейфулла кызы
17. Абдулрагимов, Алиовсад Ибрагим оглы
18. Абилова, Гюлли Абиль кызы
19. Ага, Дадаш Кербалай оглы
20. Агаев, Бабалы Мамиш оглы
21. Агаев, Гусейн Байрам оглы
22. Агаев, Кямал Алибала оглы
23. Агамалян, Изабелла Ишхановна
24. Агасиева, Зарифа Сейфаддин кызы
25. Адамян, Сурен Арутюнович
26. Адинаева, Рахиля Керим кызы
27. Азизов, Солтан Гуммет оглы
28. Акимов, Кямиль Алисолтан оглы
29. Акопян, Фируза Даниеловна
30. Алекперова, Садагюль Махмуд кызы
31. Алескерова, Ульфат Алекпер кызы
32. Аллахвердиев, Аллахверди Али оглы
33. Аллахвердиев, Мамед Али оглы
34. Аллахвердиев, Тофик Али-Гейдар оглы
35. Аллахвердиева, Шахназ Абдул Самед кызы
36. Алиев, Алекпер Абдулали оглы
37. Алиев, Газанфар Керим оглы
38. Алиев, Гасан Муса оглы
39. Алиев, Гейдар Али Рза оглы
40. Алиев, Курбан Гасанович
41. Алиев, Нариман Ахмед оглы
42. Алиев, Нуриддин Меджидович
43. Алиев, Сабир Мамед Бала оглы
44. Алиев, Теймур Сулейман оглы
45. Алиева, Гюлаят Джавад кызы
46. Алиева, Зибар Гасан кызы
47. Алиева, Миная Мирзабала кызы
48. Алиева, Сакина Аббас кызы
49. Алиева, Самая Дадаш кызы
50. Алиева, Солмаз Самед кызы
51. Алиева, Шамама Танрыверди кызы
52. Алиева, Фарида Мирза Багир кызы
53. Алиева, Фатьма Алекпер кызы
54. Алиева, Яхшиханым Бахтияр кызы
55. Аманов, Акиф Мами оглы
56. Амиров, Фикрет Мешади Джамиль оглы
57. Андриянц, Варвара Аршаковна
58. Арушанян, Лемма Агамаловна
59. Асадуллаев, Алибала Бахрам оглы
60. Асадов, Али Азрат Гули оглы
61. Асадов, Илал Мамедович
62. Аскеров, Исмаил Насрулла оглы
63. Аскеров, Мамед Гасан оглы
64. Аскеров, Рафик Гамбар оглы
65. Аскерова, Гилас Гумбат кызы
66. Асланова, Замина Сардар кызы
67. Асланова, Шафига Гасан кызы
68. Ахвердиева, Пери Аббас кызы
69. Ахкадян, Гоарик Саркисовна
70. Ахмедов, Гадим Шахвели оглы
71. Ахмедов, Наджимаддин Халаф оглы
72. Ахмедов, Назир Лачин оглы
73. Ахмедов, Фикрат Гамидович
74. Ахмедова, Гюльзар Али кызы
75. Ахундов, Гаджи Ага Мелик Мамед оглы
76. Ахундова, Саяра Магеррам кызы

## Б
1. Бабаев, Али Ибрагим оглы
2. Бабаев, Алисааб Баба оглы
3. Бабаев, Бекир Мир Баба оглы
4. Бабаев, Кечари Орудж оглы
5. Бабаев, Мурсал Алекпер оглы
6. Бабаев, Рафик Мехти оглы
7. Бабаева, Беюкханум Салман кызы
8. Бабаева, Ягут Бабакиши кызы
9. Бабаян, Грант Маркарович
10. Бабуджев, Сергей Мнацаканович
11. Багирзаде Фаик Мамед оглы
12. Багиров, Закир Нариман оглы
13. Багиров, Кямран Мамед оглы
14. Бадалян, Вартуи Арсеновна
15. Бадиров, Таги Мурсалович
16. Байрамов, Фарман Гусейн оглы
17. Байрамова, Судаба Музаффар кызы
18. Байрамова, Тамара Махмуд кызы
19. Балаев, Гамбар Байрамович
20. Бабаев, Гусейнали Джебраил оглы
21. Бартащук, Константин Петрович
22. Бахшалиев, Бахшали Гасанали оглы
23. Бахышев, Гумбат Мурад оглы
24. Бахышов, Алиовсат Мамедшах оглы
25. Башир-заде, Ага Баширович
26. Беляева, Пелагея Илларионовна
27. Бенько, Евгения Александровна
28. Болибрух, Андрей Власович
29. Брагина, Татьяна Владимировна
30. Брызгалин, Сергей Николаевич
31. Буллаев, Абдулла Магомед оглы
32. Бурлаченко, Петр Дмитриевич
33. Быченко, Василий Ильич

## В
1. Валиев, Байрам Орудж оглы
2. Везиров, Сулейман Азад оглы
3. Велиев, Джафар Джебраил оглы
4. Велиев, Ягуб Кули оглы
5. Велиева, Гюльбахар Нахмед кызы
6. Велиева, Сакина Салман кызы
7. Велиева, Шаргия Акпер кызы
8. Вердиев, Сафар Халил оглы
9. Вердиева, Рахшанда Джафар кызы
10. Володин, Николай Иванович
11. Высоченко, Василий Андреевич

## Г
1. Габибова, Сурая Кара кызы
2. Гаджиахмедова, Алагез Рамазан кызы
3. Гаджибалаев, Султангамид Шахмардан оглы
4. Гаджиев, Адиль Ханбаба оглы
5. Гаджиев, Бахман Абиш оглы
6. Гаджиев, Гаджимамед Хасмамед оглы
7. Гаджиева, Гандаф Байрам кызы
8. Галстян, Сируи Петросовна
9. Галустян, Эденья Семенович
10. Гарибян, Шмавон Акопович
11. Гасанов, Ариф Гасанович
12. Гасанов, Панах Аллахверди оглы
13. Гасанова, Гюлистан Агали кызы
14. Гасанова, Гызгайыт Салман кызы
15. Гасанова, Алиева Дилафруз Исаг кызы
16. Гасанова, Зулейха Аскерали кызы
17. Гасанова, Зулейха Магеррам кызы
18. Гаспарян, Григорий Григорьевич
19. Гаспарян, Межлум Аракелович
20. Гаспарян, Октябрина Багратовна
21. Гашумов, Джаббар Азим оглы
22. Гейдаров, Ариф Назар оглы
23. Гидаятова, Гаджар Баба кызы
24. Григорян, Самвел Аванесович
25. Гулиев, Данил Пири оглы
26. Гулиева, Шафига Ашраф кызы
27. Гумматова, Сурмая Адиль кызы
28. Гурвич, Ефим Григорьевич
29. Гусев, Пётр Терентьевич
30. Гусейнов, Васиф Сафар Али оглы
31. Гусейнов, Камран Асад оглы
32. Гусейнов, Мамеди Гарибхан оглы
33. Гусейнова, Дарья Ханум Аббас кызы
34. Гусейнова, Марал Мансым кызы
35. Гусейнова, Фатьма Мамед кызы
36. Гусейнова, Халида Аббаскули кызы

## Д
1. Дадашев, Мусеиб Мирза оглы
2. Джаббаров, Мурадхан Махмуд оглы
3. Джафарова, Адигез Гасан кызы
4. Джафарова, Гаджиниса Абульфаз кызы
5. Джебраилов, Энвер Фаттах оглы
6. Джуругова, Нанаханым Абил кызы
7. Дибирова, Сафия Гаджи кызы
8. Дунямалиев, Муса Аллахверди оглы

## Е
1. Егорихин, Владимир Семёнович

## З
1. Зайкина, Татьяна Георгиевна
2. Заманов, Аббас Мамед Таги оглы
3. Заманова, Саяра Айваз кызы
4. Зейналов, Гусейн Юсифович

## И
1. Ибрагимов, Абдулла Гаджибаба оглы
2. Ибрагимов, Али Измаилович
3. Ибрагимов, Гаджи Ага Халил оглы
4. Ибрагимов, Мамедага Мамед оглы
5. Ибрагимова, Шаргия Аллахверди кызы
6. Иванова, Римма Константиновна
7. Измайлов, Якуб Аббасали оглы
8. Исаев, Вячеслав Алексеевич
9. Исаев, Нариман Ага Хан оглы
10. Исаева, Шакер Аллахверан кызы
11. Исмаилов, Вагид Аслан оглы
12. Исмайлов, Курбан Наджаф оглы
13. Исмайлов, Сархан Велимамед оглы

## К
1. Каграманов, Талыб Гейдар оглы
2. Канбарова, Зейнаб Черкез кызы
3. Каравелиев, Барат Сулейман оглы
4. Караева, Надя Паша кызы
5. Карамян, Армик Александрович
6. Кардашев, Рамиз Шыхамирович
7. Касумов, Имран Ашум оглы
8. Касумова, Рафига Камал кызы
9. Касумова, Хавер Абдулбары кызы
10. Кеворков, Борис Саркисович
11. Керимов, Муршуд Ядулла оглы
12. Керимов, Назир Гиблали оглы
13. Керимов, Нияз Авез оглы
14. Керимов, Шакир Керим оглы
15. Керимов, Шамсаддин Гейдар оглы
16. Керимов, Шихсаид Керим оглы
17. Керимов, Эльхан Беюк оглы
18. Керимов, Юсиф Гусейнага оглы
19. Керимова, Махджабин Мами кызы
20. Кирсанов, Яков Михайлович
21. Короленко, Григорий Андреевич
22. Корытин, Юрий Владимирович
23. Косовец, Александр Кириллович
24. Красичкова, Ирина Семеновна
25. Куделькин, Ярослав Максимович
26. Кузнецова, Зоя Николаевна
27. Кукуева, Рафига Мусруф кызы
28. Кулиев, Али Муса оглы
29. Кулиев, Бехбуд Гасан оглы
30. Кулиев, Боран Габил оглы
31. Кулиев, Кочари Джафар оглы
32. Кулиев, Муртуз Гейдарович
33. Кулиева, Бадам Орудж кызы
34. Кулиева, Марал Рустам кызы
35. Кулиева, Шукюфа Башир кызы
36. Куликова, Раиса Яковлевна
37. Курбанов, Мамед Гусейн оглы
38. Курбанов, Мамед Курбан оглы
39. Курбанова, Окума Аббас Али кызы
40. Курбанова, Фамила Шабалед кызы

## Л
1. Лалаян, Эгуш Гайковна
2. Лемберанский, Алиш Джамилевич

## М
1. Магеррамова, Агджа Агаджан кызы
2. Майоров, Вениамин Степанович
3. Мамед-заде Рамиз Гусейн Кули оглы
4. Мамедов, Аваз Муса оглы
5. Мамедов, Аган Гейрат оглы
6. Мамедов, Айваз Абдурахманович
7. Мамедов, Айдын Юсиф оглы
8. Мамедов, Алифага Гаджиага оглы
9. Мамедов, Бахтияр Мамед Рза оглы
10. Мамедов, Гамбай Алескерович
11. Мамедов, Джаваншир Агалы оглы
12. Мамедов, Зираддин Ахмед оглы
13. Мамедов, Иса Али оглы
14. Мамедов, Магобаддин Сулейман оглы
15. Мамедов, Мамед Аскер оглы
16. Мамедов, Муслум Раджаб оглы
17. Мамедов, Токай Габиб оглы
18. Мамедов, Умуд Бибигулу оглы
19. Мамедов, Халил Мамед оглы
20. Мамедова, Амина Рагим кызы
21. Мамедова, Медина Нурмамед кызы
22. Мамедова, Пакиза Гани кызы
23. Манасян, Женя Андреевна
24. Махмудзаде, Ханымзар Исмаил кызы
25. Мелкумян, Николай Петрович
26. Мерзликина, Анна Ивановна
27. Мехтиева, Сара Муса кызы
28. Мехтизаде, Мехти Мамед оглы
29. Микаилова, Турфа Магомед кызы
30. Мирзаджанов, Балабек Алишевич
31. Минасян, Арсен Асриевич
32. Мовланова, Салминаз Абиддин кызы
33. Мовсесян, Марго Арташевна
34. Мовсумова, Шамама Магеррам кызы
35. Молотиевский, Леонид Аленсандрович
36. Музаффаров, Нурахмед Нурмамед оглы
37. Мурадалиев, Зураб Джафар оглы
38. Мурсалов, Абдулали Бекали оглы
39. Муртузаев, Муслюм Курабек оглы
40. Муртузаев, Садых Наби оглы
41. Мусабеков, Фарид Зульфугар оглы
42. Мусаев, Махмуд Челаби оглы
43. Мустафаев, Джангир Иса оглы
44. Мустафаев, Фаиг Мамед Эмин оглы
45. Мустафаева, Телли Черкез кызы
46. Мустафаева, Фердина Ахмед кызы

## Н
1. Набиев, Дамир Магомедали оглы
2. Набиева, Насиба Наби кызы
3. Нагиева, Джахан Гейдар кызы
4. Наджафов, Ниязи Наджаф Кули оглы
5. Надирашвили, Варсеник Николаевна
6. Назаров, Исрафил Имам Назар оглы
7. Назарова, Асбет Иса кызы
8. Назирова, Мина Башир кызы
9. Намазова, Зумруд Айдын кызы
10. Насибова, Амина Курбан кызы
11. Насилкова, Мария Трофимовна
12. Насиров, Ахмед Агасалы оглы
13. Насруллаев, Насрулла Идаят оглы
14. Несруллаева, Гаджар Мамед кызы
15. Никандрова, Алла Сергеевна
16. Никитин, Николай Васильевич
17. Новрузов, Акбер Новруз оглы
18. Новрузова, Нафисат Муртуз кызы
19. Ноздря, Николай Иванович

## О
1. Оганджанян, Мушег Григорьевич
2. Окулов, Михаил Александрович
3. Омаров, Зохраб Минтаха оглы
4. Орлов, Геннадий Александрович

## П
1. Петросян, Арутюн Макичевич
2. Полад-Заде, Полад Аджиевич
3. Полетаева, Мария Михайловна
4. Попова, Анна Васильевна
5. Пятибрат, Василий Лукич

## Р
1. Рагимов, Камран Наби оглы
2. Рагимов, Мигдар Абдурагимович
3. Рагимов, Садых Гаджияралиевич
4. Рагимов, Сулейман Гусейн оглы
5. Радаев, Матвей Иванович
6. Раджабова, Лейла Джафар кызы
7. Расизаде, Шамиль Алиевич
8. Расулбеков, Гусейн Джумшудович
9. Расулов, Булудхан Алиага оглы
10. Расулова, Насиба Али кызы
11. Рзаев, Агабаба Самед оглы
12. Рзаев, Шабан Мехти оглы
13. Рзаев, Юнис Кахраман оглы
14. Рзаева, Адиля Ага Кеждар кызы
15. Рзаева, Нураста Гасан кызы
16. Рожкова, Елена Алексеевна
17. Ромашкина, Мария Ивановна
18. Рустамзаде, Сулейман Алиаббас оглы
19. Рустамов, Иса Наги оглы
20. Рустамова, Масуда Гуммат кызы
21. Рыжова, Антонина Сергеевна

## С
1. Сааков, Николай Вартанович
2. Садыхов, Искендер Джамал оглы
3. Садыхов, Фазиль Бахадур оглы
4. Саилов, Сагиб Агагюль оглы
5. Саламова, Шафига Абдулла кызы
6. Салимов, Садых Мамедзаман оглы
7. Салимова, Лаура Юнус кызы
8. Самедов, Габиль Самед оглы
9. Самедова, Аганана Агабаба кызы
10. Саркисова, Анна Рубеновна
11. Саркисян, Давид Геворкович
12. Сафаралиев, Рустам Касум оглы
13. Сафаров, Алекпер Орудж оглы
14. Сафарова, Асли Валех кызы
15. Сафарова, Заргалам Орудж кызы
16. Свердлов, Рафаил Шапсаевич
17. Сеидмамедова, Зулейха Габиб кызы
18. Сеидов, Гасан Неймат оглы
19. Степанян, Джюльета Мкртычевна
20. Стрельцова, Зинаида Матвеевна
21. Сулейманов, Алекпер Багирович
22. Сулейманов, Магомед Шарафаддин оглы
23. Сулейманова, Бес Довлет кызы
24. Сулейманова, Марал Рза кызы
25. Султанов, Агаджан Алиджан оглы
26. Султанов, Курбан Джамалович
27. Сысоева, Татьяна Михайловна

## Т
1. Тагизаде, Ниязи Зульфугарович
2. Таирова, Таира Акпер кызы
3. Татлиев, Сулейман Байрам оглы
4. Тихонова, Анастасия Захаровна
5. Топчибашев, Мустафа Агабек оглы
6. Топчиев, Али Рагимович

## У
1. Усейнов, Микаэль Алескерович
2. Усубова, Пикя Габи кызы

## Ф
1. Файкина, Раиса Васильевна
2. Фарзалиев, Ислам Зульфугар оглы
3. Фарзалиев, Кадыр Вели оглы
4. Фаталиева, Сария Абдул кызы
5. Флегонтова, Анна Алексеевна

## Х
1. Халилов, Курбан Али оглы
2. Халилов, Мамед Рза оглы
3. Халилова, Зарифа Мамедали кызы
4. Ханкишиев, Ханбала Габиб оглы
5. Ходжахов, Ибрагим Омар оглы

## ЦЧ
1. Цапов, Иван Иванович
2. Чалабиев, Искендер Баба оглы
3. Чвиров, Александр Русланович

## Ш
1. Шамиев, Ингилаб Шафагат оглы
2. Шаммедова, Ханумгюль Гамид кызы
3. Шарифов, Азад Ага Керим оглы
4. Ширинов, Алибала Абдул оглы
5. Шманов, Юрий Александрович
6. Шукюров, Кафар Кара оглы

## Щ
1. Щеглов, Георгий Васильевич
2. Щербаков, Константин Васильевич

## Э
1. Эльдаров, Адиль Бабаевич
2. Эфендиев, Гаджибаба Шариф оглы
3. Эфендиев, Фикрет Шариф оглы
4. Эюбов, Ягуб Абдулла оглы

## ЮЯ
1. Юнусова, Гюльханум Махмуд кызы
2. Юсифзаде, Курбан Юсиф оглы
3. Юсифова, Асият Наджмеддин кызы
4. Юсова, Евгения Ивановна
5. Юсубова, Гюльнара Рагим кызы
6. Якушев, Сергей Ильич

## Источник
- Депутаты Верховного Совета Азербайджанской ССР. Восьмой созыв. Баку: Азернешр. 1973 год.  (азерб.)  (рус.)